# Sophie Cluzel

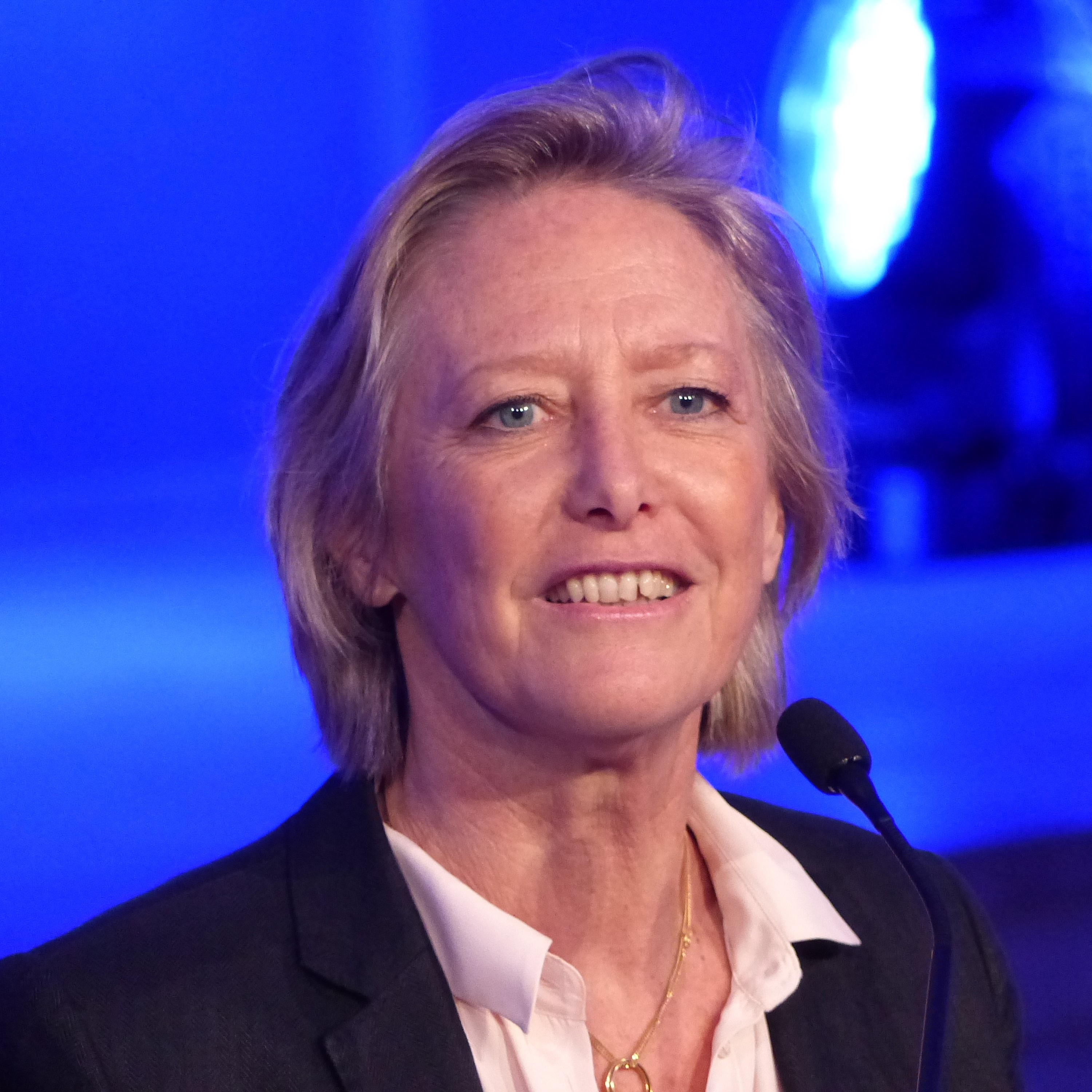
Sophie Cluzel, 2018

Sophie Cluzel (* 7. Januar 1961 in Marseille) ist eine französische Aktivistin und Politikerin.
Im Jahr 2017 wurde sie zur Staatssekretärin für Behinderte in der Regierung Édouard Philippe unter dem Vorsitz von Emmanuel Macron ernannt.

## Leben
Sophie Cluzel studierte an der Handelshochschule Euromed Management, einer Grande école, die heute KEDGE Business School heißt. Später war sie als Managerin tätig.
Sie ist verheiratet und Mutter von vier Kindern, darunter eine Tochter mit Down-Syndrom, geboren 1995, namens Julia. 1998 gab Sophie Cluzel ihre Berufstätigkeit als Managerin auf, widmete sich mehr ihrer Tochter und engagierte sich gesellschaftlich für Behinderte.
Sie wurde Gründerin oder Präsidentin verschiedener Vereine für die Erziehung behinderter Kinder. Sie beteiligte sich an der Ausarbeitung und Umsetzung eines Gesetzes über Gleichberechtigung und Chancengleichheit für Menschen mit Behinderungen, das 2005 verabschiedet worden ist. Im Januar 2012 erarbeitete sie (in Zusammenarbeit mit etwa fünfzig Verbänden) eine Reihe von Vorschlägen zur besseren Integration junger Menschen mit Behinderungen in die Gesellschaft. Diese Vorschläge wurden den Kandidaten für die Präsidentschaftswahl in Frankreich 2012 übermittelt.
Am 17. Mai 2017 wurde sie Staatssekretärin für Behinderte und den Kampf gegen Ausgrenzung im Kabinett Philippe I. Sie wurde in dieser Position im Juni 2017 in dem Kabinett Philippe II bestätigt.
Der vierte Autismusplan (2018–2022) ist in dem April 2018 vorgelegt worden. Das Budget stieg auf 344 Millionen Euro. Es wird jedoch als unzureichend wie die Bildung autistischer Kinder, von denen nur etwa 30 % in einer Kinderkrippe und etwa 40 % in einem Kindergarten sind, betrachtet.